# Pablo Rosario
Cristian Pablo Mañón Paulino (Ámsterdam, 7 de enero de 1997), conocido como Pablo Rosario, es un futbolista neerlandés-dominicano que juega en la demarcación de centrocampista para el O. G. C. Niza de la Ligue 1. Es internacional con la selección de fútbol de la República Dominicana.

## Biografía

### Inicios
Nacido en los Países Bajos de padres originarios de la República Dominicana, comenzó su carrera futbolística en las categorías juveniles del AVV Swift, seguido de un breve paso por el Feyenoord, antes de unirse a su club local, el DWS. En 2012, la emisora neerlandesa HUMAN estrenó el documental The Price of Heaven, que lo sigue durante el periodo en el que fue capitán del equipo sub-13 del DWS.
Tras haber sido calificado por los medios como el nuevo Ronaldo, se enfrentó a la decisión de unirse a las academias juveniles del Ajax, Feyenoord o PSV, los tres clubes más importantes del país. Finalmente, se decidió por el Ajax, y en 2010 se incorporó al equipo B2 (sub-16), bajo la dirección del entrenador Orlando Trustfull.

### Almere City
En 2014 fue transferido al club afiliado al Ajax, el Almere City. El 7 de agosto de 2015, hizo su debut con el primer equipo en la Eerste Divisie, la segunda categoría del fútbol profesional neerlandés, en un empate 3-3 en casa ante el VVV-Venlo. Ingresó como sustituto en el minuto 59, reemplazando a Soufyan Ahannach, bajo la dirección técnica de Maarten Stekelenburg. Disputó 34 partidos de liga en la temporada 2015/16, marcando tres goles y clasificando para los play-offs de ascenso con su equipo.

### PSV
El 25 de julio de 2016 firmó un contrato por cuatro años con el PSV Eindhoven. Hizo su debut con el club de Eindhoven el 8 de agosto, en una victoria en casa por 5-4 para el Jong PSV contra el FC Den Bosch. Jugó como titular en el equipo filial durante el resto de la temporada. El entrenador Phillip Cocu lo ascendió al primer equipo en julio de 2017. Hizo su debut en el primer equipo el 27 de agosto de 2017, en una victoria en casa por 2-0 contra el Roda JC Kerkrade, entrando como sustituto de Hirving Lozano en el minuto 85. Hizo su primera aparición en un partido de la Liga de Campeones de la UEFA el 21 de agosto de 2018. Ese día, el entrenador Mark van Bommel, le dio un lugar como titular durante una victoria a domicilio por 2-3 en la ronda preliminar contra el BATE Borisov. También marcó su primer gol en un partido de esta competición; puso a su equipo 1-0 por delante el 3 de octubre de 2018, en la derrota por 1-2 en el partido de fase de grupos grupo contra el Inter de Milán.
Se convirtió en titular del primer equipo del PSV bajo la dirección de van Bommel en la temporada 2018-19. En marzo de 2019, extendió su contrato hasta 2023. Fue titular en el primer partido de la temporada 2019-20, el 23 de julio, ejerció de capitán de su equipo en la victoria por 3-2 en la ronda preliminar de la Liga de Campeones en casa contra el F. C. Basilea. Anotó su primer gol en la Eredivisie el 25 de septiembre, cuando marcó el 1-0 en una victoria por 3-1 sobre el FC Groningen. Cuatro días después, marcó su segundo gol en la liga. Esta vez marcó el primer gol del encuentro de la victoria a domicilio por 0-4 ante el PEC Zwolle.
Durante la temporada 2020/21, Rosario siguió siendo titular con regularidad bajo la dirección del nuevo entrenador Roger Schmidt.

### Niza
El 27 de julio de 2021 fue traspasado al club francés O. G. C. Niza. Rápidamente se convirtió en titular indiscutible de su equipo, con el que clasificó a la final de la Copa de Francia, tras eliminar al Olympique de Marsella y al Paris Saint-Germain, entre otros. Sin embargo, no se pudo hacer con el título de la Copa de Francia tras perder contra el F. C. Nantes en la final por 0-1 tras un gol de Ludovic Blas.

## Selección nacional

### Países Bajos
Tras jugar con la selección de fútbol sub-16 de los Países Bajos, la sub-19, la sub-20 y con la sub-21, finalmente debutó con la selección absoluta el 16 de octubre de 2018. Lo hizo en un partido amistoso contra Bélgica que finalizó con un resultado de empate a uno tras los goles de Dries Mertens para Bélgica, y de Arnaut Groeneveld para los Países Bajos.

### República Dominicana
Tras conocerse su renuncia a la selección neerlandesa, inició los trámites correspondientes para jugar con la selección absoluta de República Dominicana, siendo convocado para las eliminatorias de la Concacaf para el Mundial de 2026, debutando como titular el 6 de junio de 2025. Previamente, el 20 de mayo, también fue elegido para formar parte de la plantilla que disputó la Copa Oro 2025.

### Partidos con la selección absoluta
Actualizado hasta el 22 de junio de 2025.
| Partidos internacionales | Partidos internacionales | Partidos internacionales                       | Partidos internacionales | Partidos internacionales | Partidos internacionales | Partidos internacionales | Partidos internacionales | Partidos internacionales          | Partidos internacionales |
| N.º                      | Fecha                    | Estadio                                        | Local                    | Resultado                | Visitante                | Goles                    | Asistencias              | Competición                       |                          |
| ------------------------ | ------------------------ | ---------------------------------------------- | ------------------------ | ------------------------ | ------------------------ | ------------------------ | ------------------------ | --------------------------------- | ------------------------ |
| 1                        | 16 de octubre de 2018    | Estadio Rey Balduino, Bruselas                 | Bélgica                  | 1-1                      | Países Bajos             |                          |                          | Amistosos                         |                          |
| 2                        | 6 de junio de 2025       | Estadio Cementos Progreso, Ciudad de Guatemala | Guatemala                | 4-2                      | República Dominicana     |                          |                          | Clasificatorias Copa Mundial 2026 |                          |
| 3                        | 10 de junio de 2025      | Estadio Olímpico Félix Sánchez, Santo Domingo  | República Dominicana     | 5-0                      | Dominica                 |                          | 33' a Jimmy Kaparos      | Clasificatorias Copa Mundial 2026 |                          |
| 4                        | 14 de junio de 2025      | SoFi Stadium, Inglewood                        | México                   | 3-2                      | República Dominicana     |                          |                          | Copa Oro 2025                     |                          |
| 5                        | 18 de junio de 2025      | AT&T Stadium, Arlington                        | Costa Rica               | 2-1                      | República Dominicana     |                          |                          | Copa Oro 2025                     |                          |
| 6                        | 22 de junio de 2025      | AT&T Stadium, Arlington                        | República Dominicana     | 0-0                      | Surinam                  |                          |                          | Copa Oro 2025                     |                          |
| Total                    | Total                    | Total                                          | Presencias               | 6                        | Goles                    | 0                        | 1                        |                                   |                          |

| Selección neerlandesa | Selección neerlandesa | Selección neerlandesa | Selección neerlandesa |
| Año                   | Partidos              | Goles                 | Asistencias           |
| --------------------- | --------------------- | --------------------- | --------------------- |
| 2018                  | 1                     | 0                     | 0                     |
| Total                 | 1                     | 0                     | 0                     |

| Selección dominicana | Selección dominicana | Selección dominicana | Selección dominicana |
| Año                  | Partidos             | Goles                | Asistencias          |
| -------------------- | -------------------- | -------------------- | -------------------- |
| 2025                 | 5                    | 0                    | 1                    |
| Total                | 5                    | 0                    | 1                    |

## Clubes
| Club           | País         | Año       | Partidos | Goles |
| -------------- | ------------ | --------- | -------- | ----- |
| Almere City FC | Países Bajos | 2015-2016 | 40       | 3     |
| Jong PSV       | Países Bajos | 2016-2018 | 43       | 7     |
| PSV Eindhoven  | Países Bajos | 2017-2021 | 138      | 5     |
| O. G. C. Niza  | Francia      | 2021-     | 148      | 4     |

## Palmarés

### Títulos nacionales
| Título     | Club          | País         | Año     |
| ---------- | ------------- | ------------ | ------- |
| Eredivisie | PSV Eindhoven | Países Bajos | 2017-18 |